# 希帆ノ海勇樹
希帆ノ海 勇樹（きほのうみ ゆうき、1984年6月4日 - ）は、新潟県刈羽郡刈羽村出身で出羽海部屋に所属した元大相撲力士。本名は山﨑 譲（やまざき ゆずる）。身長181cm、体重154kg、血液型はA型。最高位は西幕下2枚目（2014年1月場所）。

## 来歴
刈羽村立刈羽中学校在学中に力士になることを志し、上越に巡業のため訪れていた出羽海親方（元関脇・鷲羽山）と会食した際に入門を願い出た。中学校卒業見込みとなった後の2000年2月15日に上京して出羽海部屋に入門し、2000年3月場所で初土俵を踏んだ。初土俵時の四股名は本名と同じ「山﨑」。同期生には龍皇、寶智山、飛天龍らがいる。
初めて番付に名前が載った2000年5月場所から四股名を「希帆ノ海」に改めるが、序二段定着まで1年を要することになる。2002年3月場所で三段目に初昇格するが、1勝6敗の成績に終わり1場所で陥落、翌5月場所を全休したため、一時は序二段の下位まで番付を落とし、2度目の三段目昇格は1年後の2003年7月場所だった。しかし三段目で思うように星が上がらず、序二段へ下がった2004年3月場所から「越闘龍」に改名した。この四股名には、「越後の戦う昇り龍」という意味がある。改名した次の場所で三段目に復帰してからは三段目に定着し、2005年11月場所に、初土俵から5年かかってようやく幕下昇進を果たした。しかし、幕下に定着することはできず、以降しばらく三段目との往復が続くことになった。この間、初心に戻る意味を込めて、2007年5月場所から「希帆ノ海」に四股名を戻している。改名2場所目の同年7月場所では7戦全勝の好成績をあげて三段目優勝決定戦に進むが、南に敗れて三段目優勝はならなかった。その後も負傷などがありなかなか幕下に定着できなかったが、2009年11月場所以降はようやく幕下に定着し、2011年9月場所では関取昇進の可能性があるといわれる、幕下15枚目以内の番付に初めて昇進したが、5日目の3番相撲、垣添戦で負傷をして途中休場。2012年1月場所で土俵復帰するも1勝6敗の成績で三段目に降格してしまった。
2年半ぶりに三段目に降格した2012年3月場所は、実力の違いを見せ付けて7戦全勝。場所前、師匠死去に伴い閉鎖された田子ノ浦部屋から移籍してきたばかりの、碧の正との同部屋決戦を制して三段目優勝を果たした。翌5月場所で幕下に復帰。2013年9月場所では7番目の相撲で十両経験者の荒鷲との全勝対決を制して初の幕下優勝を果たし、NHK中継の優勝インタビューでは師匠の出羽海親方が停年（定年）退職する2014年4月までに関取昇進すると宣言した。
しかし、その後は幕下と三段目の往復が続き、2020年11月場所をもって引退することが発表された。2021年5月15日に新潟県内で断髪式が行われ、師匠であった10代出羽海が駆けつけて鋏を入れたことが相撲協会を2020年9月に退職していた床盛のTwitterで報告された。
今後は実家に戻って家業を継ぐ予定だという。

## エピソード
- 2007年7月16日に新潟県中越沖地震が発生し、出身地である新潟県刈羽村は大きな被害を受けた。地震発生直後は電話も通じなかったが、翌17日に家族の無事を確認する。地震発生日は2007年7月場所9日目であり、師匠の出羽海親方も「今までたくさんの激励を受けたのだから、今度は勝って激励に行かないとな」とコメントした。13日目（20日）に巨漢山本山を破ると、7戦全勝で三段目優勝決定戦の進出が決まったが、惜しくも南に敗れている。このことに関して、希帆ノ海は「悔しいです。いつか地震ではなく、自分が勝つことで刈羽村を有名にしたい」と決意を語っている。場所後の7月31日に、7月場所後に大関昇進が決定したばかりの琴光喜ら力士13人が被災地の刈羽村を訪れ、避難所近くでちゃんこの炊き出しを行うなどの慰問活動を行ったが、希帆ノ海もこの時訪れた一行の一人であった。
- 本場所では機会がなかったが、毎年夏巡業中に幕下以下が参加する部屋恒例の東庄町笹川地区での夏合宿では弓取式を担当した[6]。

## 主な成績
- 通算成績：418勝407敗29休（124場所）
- 各段優勝：幕下優勝1回（2013年9月場所）、三段目優勝1回（2012年3月場所）

| | 一月場所 初場所（東京） | 三月場所 春場所（大阪）   | 五月場所 夏場所（東京）   | 七月場所 名古屋場所（愛知） | 九月場所 秋場所（東京） | 十一月場所 九州場所（福岡） |
| --- | ----------------------- | ------------------------- | ------------------------- | --------------------------- | ----------------------- | --------------------------- |
| 2000年 （平成12年） | x                       | （前相撲）                | 西序ノ口25枚目 4–3        | 東序二段142枚目 2–5         | 西序ノ口17枚目 2–5      | 西序ノ口27枚目 5–2          |
| 2001年 （平成13年） | 西序二段107枚目 2–5     | 東序ノ口5枚目 5–2         | 西序二段82枚目 4–3        | 東序二段54枚目 2–5          | 東序二段83枚目 5–2      | 西序二段40枚目 5–2          |
| 2002年 （平成14年） | 西序二段4枚目 5–2       | 東三段目70枚目 1–6        | 西序二段10枚目 休場 0–0–7 | 東序二段80枚目 6–1          | 東序二段8枚目 3–4       | 西序二段21枚目 4–3          |
| 2003年 （平成15年） | 西序二段筆頭 3–4        | 東序二段22枚目 4–3        | 東序二段2枚目 4–3         | 東三段目83枚目 4–3          | 東三段目66枚目 2–5      | 東三段目95枚目 4–3          |
| 2004年 （平成16年） | 西三段目72枚目 1–6      | 東序二段7枚目 5–2         | 東三段目71枚目 2–5        | 西三段目92枚目 4–3          | 西三段目74枚目 5–2      | 西三段目41枚目 3–4          |
| 2005年 （平成17年） | 東三段目56枚目 3–4      | 東三段目71枚目 3–4        | 西三段目86枚目 5–2        | 東三段目54枚目 5–2          | 東三段目25枚目 5–2      | 東幕下60枚目 2–5            |
| 2006年 （平成18年） | 西三段目22枚目 4–3      | 東三段目7枚目 4–3         | 東幕下57枚目 4–3          | 東幕下48枚目 2–5            | 東三段目9枚目 5–2       | 西幕下49枚目 3–4            |
| 2007年 （平成19年） | 西三段目2枚目 3–4       | 西三段目15枚目 2–5        | 西三段目42枚目 4–3        | 東三段目28枚目 7–0          | 西幕下18枚目 3–4        | 東幕下26枚目 0–3–4          |
| 2008年 （平成20年） | 西三段目筆頭 2–5        | 東三段目21枚目 休場 0–0–7 | 東三段目82枚目 5–2        | 東三段目52枚目 6–1          | 西三段目2枚目 5–2       | 西幕下38枚目 4–3            |
| 2009年 （平成21年） | 西幕下33枚目 3–4        | 東幕下45枚目 1–6          | 東三段目16枚目 5–2        | 東幕下55枚目 3–4            | 西三段目10枚目 6–1      | 西幕下34枚目 3–4            |
| 2010年 （平成22年） | 西幕下40枚目 3–4        | 西幕下45枚目 3–4          | 東幕下57枚目 4–3          | 西幕下48枚目 3–4            | 西幕下52枚目 5–2        | 東幕下34枚目 3–4            |
| 2011年 （平成23年） | 東幕下41枚目 4–3        | 八百長問題 により中止     | 西幕下34枚目 4–3          | 西幕下17枚目 4–3            | 東幕下10枚目 2–1–4      | 東幕下20枚目 休場 0–0–7     |
| 2012年 （平成24年） | 西幕下60枚目 1–6        | 西三段目34枚目 優勝 7–0   | 西幕下24枚目 4–3          | 東幕下19枚目 5–2            | 東幕下11枚目 4–3        | 西幕下5枚目 3–4             |
| 2013年 （平成25年） | 東幕下9枚目 1–6         | 西幕下27枚目 4–3          | 西幕下21枚目 1–6          | 東幕下47枚目 3–4            | 西幕下59枚目 優勝 7–0   | 西幕下6枚目 4–3             |
| 2014年 （平成26年） | 西幕下2枚目 2–5         | 西幕下9枚目 3–4           | 東幕下14枚目 4–3          | 東幕下12枚目 2–5            | 東幕下26枚目 3–4        | 西幕下35枚目 3–4            |
| 2015年 （平成27年） | 東幕下43枚目 3–4        | 西幕下51枚目 4–3          | 東幕下42枚目 5–2          | 東幕下23枚目 1–6            | 西幕下49枚目 4–3        | 西幕下40枚目 4–3            |
| 2016年 （平成28年） | 西幕下32枚目 3–4        | 東幕下40枚目 4–3          | 西幕下33枚目 1–6          | 西幕下58枚目 5–2            | 東幕下38枚目 2–5        | 西幕下55枚目 2–5            |
| 2017年 （平成29年） | 西三段目15枚目 2–5      | 西三段目42枚目 2–5        | 西三段目77枚目 6–1        | 西三段目20枚目 4–3          | 東三段目7枚目 3–4       | 東三段目17枚目 5–2          |
| 2018年 （平成30年） | 西幕下55枚目 3–4        | 西三段目6枚目 4–3         | 西幕下57枚目 3–4          | 西三段目6枚目 5–2           | 東幕下44枚目 1–6        | 東三段目12枚目 3–4          |
| 2019年 （平成31年 /令和元年） | 東三段目21枚目 3–4      | 東三段目38枚目 5–2        | 西三段目14枚目 3–4        | 東三段目32枚目 6–1          | 東幕下49枚目 4–3        | 東幕下44枚目 2–5            |
| 2020年 （令和2年） | 西三段目4枚目 3–4       | 西三段目16枚目 3–4        | 感染症拡大 により中止     | 東三段目37枚目 4–3          | 西三段目17枚目 3–4      | 東三段目31枚目 引退 4–3–0   |
| 各欄の数字は、「勝ち-負け-休場」を示す。 優勝 引退 休場 十両 幕下 三賞：敢=敢闘賞、殊=殊勲賞、技=技能賞 その他：★=金星 番付階級：幕内 - 十両 - 幕下 - 三段目 - 序二段 - 序ノ口 幕内序列：横綱 - 大関 - 関脇 - 小結 - 前頭（「#数字」は各位内の序列） |                         |                           |                           |                             |                         |                             |

## 改名歴
- 山﨑 譲（やまさき ゆずる）2000年3月場所
- 希帆ノ海 譲（きほのうみ ゆずる）2000年5月場所 - 2004年1月場所
- 越闘龍 勇樹（えっとうりゅう ゆうき）2004年3月場所 - 2007年3月場所
- 希帆ノ海 勇樹（きほのうみ ゆうき）2007年5月場所 - 2020年11月場所